# Halo: First Strike
『Halo: First Strike』 （ヘイロー:ファースト・ストライク）はHALOシリーズを題材として、エリック・ニールンドによって執筆された小説である。
出版されたのは2003年。日本語翻訳版は2012年7月に発売。
この小説は同じ作者の『HALO: The Fall of Reach』、そしてウィリアム・C・ディーツの『Halo: The Flood』に続くシリーズノベライズの3作目にあたる作品である。
前作の『Halo: The Flood』が『Halo: Combat Evolved』をノベライズしているのに対し、本作はその後の話、つまり初代『Halo』と『Halo 2』の中間点にあたる作品となっている。

## 作品の概要

### フラッシュバック
「惑星リーチ」はUNSC（国連宇宙司令部）にとっての軍事拠点であり、また「絶対に地球には接近していけない」という『コール議定書』もあるため、実質上「人類最後の砦」となっていた。惑星の軌道上にはMAC-GUN（マックガン/電磁加速大砲）が多数配備され、リーチの地上にもサポート施設が多数存在した。
惑星リーチでの戦闘が始まると、遺伝子操作によって強化されたスパルタン部隊はそれらの施設の防衛任務に就くも、コヴナント艦隊の攻撃によりそれらは瞬く間に壊滅。スパルタンのジョン117をはじめ、生き残ったものは海軍情報司令部（ONI）へと退却を余儀なくされる。そこで彼らはスパルタン・プロジェクトの主要人物である「キャサリン・エリザベス・ハルゼイ博士」に再会。スパルタンの母とも言えるハルゼイ博士との再会もつかの間、コヴナント軍は地上に展開して人類の残党狩りを開始した。
ハルゼイ博士ほか、スパルタン部隊は地下へと逃走する過程で謎のメガリスを発見するが、そこでもコヴナントの追撃は止むことはなく、結果的にハルゼイ博士らはスパルタン部隊のため殿となって通路を封鎖したのであった。

### ファースト・ストライク
西暦2552年、アルファ・ヘイローの戦いを終えたマスターチーフとコルタナはロングソード戦闘機で宇宙をさまよっていた。アルファ・ヘイローの破壊に成功し、無事に脱出したとはいえ、このロングソード戦闘機には「戦艦オータム」のような長距離ワープ航法をする装置は積んでおらず、なす術がなかったのであった。
戦艦オータムがアルファ・ヘイローに不時着してから3日後、マスターチーフらのロングソードは破壊されたHALOの破片の上で遭難するペリカン・ドロップシップ（降下艇）を発見する。そこにはフラッドに寄生され死亡したはずのジョンソン軍曹が搭乗していた。ほかにもハーバーソン中尉とポラスキー准尉、ロックリア伍長。そしてスパルタンIIのリンダ-58（Linda-58）が冷凍状態で搭乗していた。
フラッドに襲われ死亡したはずのジョンソン軍曹であったが、本人曰く「俺の魅力は奴等の好みではなかった」とのこと。実際は、軍曹の神経系に何らかの異常があったため寄生できなかったらしく、またコルタナによるスキャンでも寄生は確認されなかった。
その後、彼らはコヴナント艦隊の生き残りを発見する。分析の結果、それは旗艦の「アセンダント・ジャスティス」号と判明。もしこの艦をハイジャックできれば、惑星リーチへ戻ることができるかもしれない。その可能性にかけた一同は突入作戦を立案、実行に移すのであった。具体的な内容は、まずオートパイロットのペリカンをアセンダント・ジャスティスにおとりとして接近させ、迎撃のためにセラフ戦闘機がハンガーから発艦した隙に、開放されたハンガーに向けてマスターチーフらの乗ったロングソードが強行着陸を試みるというものであった。
チーフらは苦闘の末アセンダント・ジャスティスのハイジャックに成功。コントロールを掌握し、一同はスリップ・スペース航法を用いて惑星リーチの救援に舞い戻る。そこでチーフらは多数の生存者の捜索を始め、ウィコットコーム中将、ハルゼイ博士、そしてスパルタンIIのフレッド104（Fred-104）、ウィル043（Will-043）の救助に成功する。その後コヴナントが地球を目指していることが判明し、それを警告するために地球へ戻ることとなる。
一方、コヴナントの聖なる都「ハイチャリティ」では、コヴナントの指導者である「真実の預言者」と新規加入したブルート族の代表「タルタロス」が、「異端者」の処罰について口論を行っていた。この「異端者」と呼ばれるエリート族はかつてのコヴナント艦隊の艦隊司令官であり、アルファ・ヘイローの戦いで指揮を執った歴戦の勇士であった。だが、コヴナントにとって聖なるリングであるヘイローを失ったばかりか、旗艦アセンダント・ジャスティスまで失った彼に、死刑は目前に迫っていた。